# Kimi ga Nozomu Eien
Kimi ga Nozomu Eien (jap. 君が望む永遠 Kimi ga Nozomu Eien, wörtlich: Die Ewigkeit, die du dir wünschst), kurz Kiminozo (君のぞ) ist ein Erogē-Ren’ai-Adventure von Âge.

## Handlung
Takayuki Narumi ist im 3. Jahr der Oberschule. Seine Klassenkameraden Mitsuki und Shinji sind bereits fleißig am Lernen für die Aufnahmeprüfung an der Universität, im Gegensatz zu Takayuki. Die junge und schüchterne Haruka hat sich in Takayuki verliebt und durch ihre beste Freundin Mitsuki kann sie ihm auch ihre Liebe gestehen. Die Beziehung zwischen den beiden läuft am Anfang jedoch nicht ganz so gut, da es so scheint, als sei Takayuki nicht in sie verliebt. Mit der Zeit jedoch ändert sich seine Einstellung und er verliebt sich richtig in sie. Jedoch währt dieses Glück nicht lange.
Da Takayuki an ihrem Geburtstag von Mitsuki aufgehalten wurde und sich dabei von ihr überreden ließ, ihr einen Ring als Geburtstagsgeschenk zu kaufen, kommt er zu spät zu seinem Date mit Haruka. Nachdem er mit Verspätung am Treffpunkt ankommt, bemerkt er eine Menschenmenge und einen Rettungswagen, wo er sich mit Haruka treffen wollte.
Takayuki sieht eine Blutlache auf dem Boden und die unverkennbare rosa Schleife, welche Haruka meistens in ihrem Haar trägt. Jedoch erst nachdem der anwesende Polizist durch sein Funkgerät den Unfall meldet und dabei den Namen Haruka Suzumiya nennt, ist es eindeutig, dass die Blutlache und die Schleife von Haruka sind, welche durch einen Autounfall ins Koma gefallen ist. Dies ist ein harter Schlag für Takayuki, so dass er in eine schwere Depression fällt. Er fühlt sich durch seine Verspätung schuldig am Unfall von Haruka. Mitsuki bemerkt, wie sich Takayuki immer mehr von der Außenwelt abkapselt und sich nicht mehr wirklich um sich selber kümmert. So beschließt sie, sich um ihn zu kümmern. Dabei kann sie die Gefühle für ihn nicht mehr länger unterdrücken und gesteht ihm ihre Liebe.
Drei Jahre später wacht Haruka aus ihrem Koma auf und weiß nicht, dass bereits drei Jahre vergangen sind. Sie leidet unter einer Art Amnesie, weswegen die behandelnde Ärztin wünscht, diese vergangene Zeit nicht vor Haruka zu erwähnen. Sie möchte damit die zerbrechliche Psyche von Haruka schützen, um so zu verhindern, dass sie erneut in ein Koma fällt. Da für Haruka keine Zeit vergangen ist und sie Takayuki immer noch liebt, gerät Takayuki in einen Konflikt seiner Gefühle und Empfindungen für Mitsuki und Haruka.

## Charaktere
- Takayuki Narumi (鳴海 孝之, Narumi Takayuki) ist im dritten Jahr der Oberschule, wo er zusammen mit Mitsuki und Shinji in derselben Klasse ist.
- Mitsuki Hayase (速瀬 水月, Hayase Mitsuki) geht in dieselbe Klasse wie Takayuki und ist die beste Freundin von Haruka. Sie gehört zu den besten Schwimmerinnen der Schule.
- Haruka Suzumiya (涼宮 遙, Suzumiya Haruka) ist in Takayuki verliebt, und mit Hilfe von Mitsuki kann sie ihm ihre Gefühle gestehen, so dass sie zusammenkommen. Sie ist freundlich und sensibel. Sie möchte Kinderbuchzeichnerin werden und Kinderpsychologie an der Universität studieren.
- Akane Suzumiya (涼宮 茜, Suzumiya Akane) ist die kleine Schwester von Haruka. Sie lernt Takayuki durch ihre Schwester Haruka kennen. Sie ist ebenfalls Schwimmerin, und Mitsuki ist anfänglich ihr Idol.
- Shinji Taira (平 慎二, Taira Shinji) ist Takayukis bester Freund und geht zusammen mit ihm und Mitsuki in dieselbe Klasse.

### Synchronisation
Die folgende Tabelle listet die japanischen Sprecher für das Spiel, die Fernsehserie Kimi ga Nozomu Eien und die OVA Kimi ga Nozomu Eien – Next Season sowie die deutschen Sprecher für die Fernsehserie auf.
Trotz der unterschiedlichen Namen der japanischen Sprecher ähneln sich die Stimmen sehr. Deswegen gibt es die Ansicht, dass die Synchronsprecher des Spiels die jeweiligen Pseudonyme der Sprecher der Fernsehserie sind, die sie für Erogē annehmen.
In Deutschland wurde Die Ewigkeit, die du dir wünschst von dem Synchronstudio Elektrofilm in Berlin hergestellt.
| Rolle             | Japanische Synchronisation (Seiyū) | Japanische Synchronisation (Seiyū) | Japanische Synchronisation (Seiyū) | Deutsche Synchronisation |
| Rolle             | Spiel                              | TV-Serie                           | OVA                                | TV-Serie                 |
| ----------------- | ---------------------------------- | ---------------------------------- | ---------------------------------- | ------------------------ |
| Takayuki Narumi   |                                    | Kishō Taniyama                     | Kishō Taniyama                     | Rainer Fritzsche         |
| Mitsuki Hayase    | Tomoko Ishibashi                   | Tomoko Ishibashi                   | Chiaki Takahashi                   | Tanya Kahana             |
| Haruka Suzumiya   | Minami Kuribayashi                 | Minami Kuribayashi                 | Minami Kuribayashi                 | Jill Schulz              |
| Akane Suzumiya    | Tomomi Uehara                      | Tomomi Uehara                      | Kaori Mizuhashi                    | Lydia Morgenstern        |
| Shinji Taira      | Masaki Andō                        | Makoto Aoki                        | Makoto Aoki                        | Tammo Kaulbarsch         |
| Ayu Daikūji       | Kiyori Ōtomo                       | Kiyomi Asai                        | Kiyomi Asai                        | Julia Meynen             |
| Mayu Tamano       | Kyōko Yoshida                      | Kyōko Yoshida                      | Kozue Yoshizumi                    | Anja Rybiczka            |
| Dr. Motoko Kōzuki | Mariko Kobayashi                   | Mariko Kobayashi                   | Mami Kosuge                        | Sabine Falkenberg        |
| Manami Homura     | Maki Amamiya                       | Mari Amako                         | Mari Amako                         | Christin Springer        |
| Hotaru Amakawa    | Satoko Kubota                      | Satoko Kubota                      | Satoko Kubota                      | Luisa Wietzorek          |
| Fumio Hoshino     | Minami Hokuto                      | Hitomi                             | Hitomi                             | Maria Sumner             |
| Kenzō Sakiyama    | Masao Okajima                      | Kazuo Oka                          | Kazuo Oka                          | Axel Lutter              |

## Computerspiele

### Kimi ga Nozomu Eien
Das Spiel erschien am 3. August 2001 auf CD für Windows. Am 26. September 2002 erfolgte eine Dreamcast-Fassung von Alchemist und am 1. Mai 2003 eine PlayStation-2-Veröffentlichung von Princess Soft, je unter dem Titel Rumbling Hearts. Wie für Konsolenportierungen üblich wurden die Sex-Szenen entfernt. Weil das Ende für Manamis Szenario zu düster und verstörend war, wurde in der PlayStation-2-Fassung ein zusätzlicher Pfad hinzugefügt der zu einem guten Ende mit ihr führt (Manami Jun’ai End, dt. „Manami-Aufrichtige-Liebe-Ende“).
Am 25. Juli 2003 erschien auf Fassung auf DVD namens Kimi ga Nozomu Eien DVD specification (君が望む永遠 DVD specification). Die DVD-Version bot gegenüber der CD-Fassung eine verbesserte Bild- und Tonqualität. Zusätzlich zu neuen CGs und dem neuen Manami-Pfad der PlayStation 2 wurden zwei Pfade mit schlechtem Ausgang für Mitsuki hinzugefügt: Mitsuki Dorei End (dt. „Mitsuki-Sklavin-Ende“) und Mitsuki Inu End (dt. „Mitsuki-Hund-Ende“).

### Kimi ga Nozomu Eien – special FanDisk
Am 25. Juni 2004 wurde Kimi ga Nozomu Eien – special FanDisk (君が望む永遠 〜special FanDisk〜) für Windows veröffentlicht.
In diesem Spiel kann man das erste Kapitel mit erweiterten Handlungsmöglichkeiten erneut spielen. Für Harukas Ende Hitokoto dake no Yūki (ひとことだけの勇気, dt. „nur ein Wort des Mutes“) kann der Unfall mit Haruka verhindert werden, bei Mitsukis Ende silver ring und bei Akanes Ende innocence kann man mit einem der beiden anstatt mit Haruka ausgehen.

### Kimi ga Nozomu Eien – Latest Edition
Am 28. März 2008 wurde Kimi ga Nozomu Eien – Latest Edition (君が望む永遠 〜Latest Edition〜) veröffentlicht. Diesem ist Kimi ga Nozomu Eien – special FanDisk beigelegt.
Dem Spiel ist der Haruka-Handlungspfad aus der OVA Kimi ga Nozomu Eien - Next Season hinzugefügt wurden. Des Weiteren wurde die Qualität der Grafiken nochmals verbessert, Mundbewegungen hinzugefügt und ein neues Titellied von Minami Kuribayashi verwendet.
Enthalten ist auch ein weiteres drittes Kapitel.

## Anime

### Die Ewigkeit, die du dir wünschst
Eine 14-teilige Fernsehserie erschien von 5. Oktober 2003 bis 4. Januar 2004 kurz nach Mitternacht (und damit am vorigen Fernsehtag) auf TV Saitama. Binnen zwei Tagen folgten Chiba TV, Sun TV, TV Kanagawa, Mie TV und landesweit auf Kids Station. Die Verfilmung deckt jedoch nur den Pfad zu Mitsukis gutem Ende ab. Von 25. Februar bis 25. August 2004 erschien die Serie auf sieben DVDs und am 21. Dezember 2007 als DVD-Boxset.
In den USA erschien die Serie von 2006/07 bei Funimation unter dem Titel Rumbling Hearts: Kiminozo auf DVD. In Deutschland wurde die Serie von Anime Virtual lizenziert und unter dem Titel Die Ewigkeit, die du dir wünschst in 2 Volumes je 7 Episoden veröffentlicht.
Der Vorspann Precious Memories, der Abspann für Episode 2 Rumbling Hearts, Episoden 3–13 Hoshizora no Waltz (星空のワルツ, Hoshizora no Warutsu) wurden von Minami Kuribayashi und der Abspann für die letzte Episode Kimi ga Nozomu Eien wurde von MEGUMI gesungen.

### Kimi ga Nozomu Eien – Next Season
Am 21. Dezember 2007 erschien der erste Teil einer 4-teiligen OVA namens Kimi ga Nozomu Eien – Next Season (君が望む永遠〜Next Season〜). Diese OVA behandelt eine alternative Variante von Harukas gutem Ende.
Der Vorspann Next Season und der Abspann eternity wurden von Minami Kuribayashi gesungen.

## Ableger
Einzelne Charaktere aus Kimi ga Nozomu Eien tauchten auch in der Âge-Adventure-Reihe Muv-Luv auf.
Ebenfalls existiert ein Spin-off mit dem Titel Akane Maniax, welche als 3-teilige OVA umgesetzt wurde.
Von September 2006 bis Januar 2007 wurde der von Picture Magic animierte 4-teilige Web-Anime AyuMayu Gekijō (あゆまゆ劇場, dt. „Ayu-Mayu-Theater“) veröffentlicht. In diesem treten verschiedene Charaktere von Kimi ga Nozomu Eien und Muv-Luv als SD-Figuren auf. Das AyuMayu Gekijō hat seinen Ursprung in der Fernsehserie in der bei einigen Folgen nach dem Abspann Ayu und Mayu als SD-Figuren als Comic Relief gezeigt wurden.
Die DVD-Veröffentlichung am 23. Februar 2007 enthielt drei zusätzliche Episoden.